# Ommatius canicoxa
Ommatius canicoxa är en tvåvingeart som beskrevs av Speiser 1913. Ommatius canicoxa ingår i släktet Ommatius och familjen rovflugor. Inga underarter finns listade i Catalogue of Life.